# Elongation (astronomi)
Ved et himmellegemes elongation forstås i astronomi almindeligvis legemets vinkelafstand fra Solen:57 :93 :130 . Den indre planet Venus kan fjerne sig højst 47° fra Solen på himmelkuglen, så dens maximale elongation er derfor 47°.
Begrebet elongation anvendes også på planeter og deres måner. For eksempel er den største elongation for Saturns store måne Titan i forhold til Saturn selv på 3.28 bueminutter; til sammenligning er vinkeldiameteren for Månen 30′.
Elongation kan måles på to lidt forskellige måder, der illustreres på hosstående figur:
- Elongationen er vinkelafstanden mellem de to involverede himmellegemers centre.
- Elongationen er forskellen mellem de to legemers ekliptikale længder.

Hvis en planets elongation fra Solen er 90°, siger man, at den står i kvadratur. Dette er kun muligt for Månen og de ydre planeter. Hvis elongationen er 180°, er planeten i opposition til Solen, for Månen er der så tale om fuldmåne.

## Elongationer for Venus og Merkur
For de to indre planeter Merkur og Venus har elongationen en største værdi, der for Venus varierer mellem 45° og 47°. For Merkur, hvis bane er ret ekscentrisk, kan den maximale elongation variere en del, jfr. figuren. Hvis Merkur befinder sig i aphel (A), kan dens elongation blive op til 27.8°. Det kan ske i dagene omkring 8. april (Merkur på morgenhimlen) eller omkring 12. august (Merkur på aftenhimlen). Hvis planeten befinder sig i perihel (P), kan dens elongation kun blive op til 17.9°. Det kan ske i dagene omkring 20. februar (Merkur på aftenhimlen) eller omkring 27. september (Merkur på morgenhimlen).
På den nordlige halvkugle er perihelelongationerne bedst for iagttagelse, på trods af den mindre elongation. Det skyldes, at ekliptika i disse tilfælde danner en stor vinkel med horisonten, så planeten kommer højt på himlen, medens ekliptika ved aphelelongationerne danner en lille vinkel med horisonten, så Merkur står lavt.
Eksempel på forskellen mellem de to ovenfor nævnte definitioner:
Den 11. august 1990 nåede Merkur en største vinkelafstand fra Solen (nemlig 27° 25') kl. 21 UT, men den største forskel i geocentrisk længde (27° 22') indtraf allerede kl. 15 UT.:238 